# La Presa (Zacatecas)
La Presa es una comunidad del estado de Zacatecas ubicada a 41 km de Moyahua, cabecera municipal del Municipio de Moyahua.  La población  es de 126 habitantes.
Sus medios de vida son la ganadería y la agricultura.  Se siembra principalmente maíz, frijol, calabaza, pimiento chile, rábanos, tomate de hoja, caña, alfalfa, sorgo y otros cultivos.  En esta zona abundan los nopales y las tunas que también son parte de la dieta cotidiana de los habitantes.  Otra fuente de alimentación en La Presa es la misma presa que tiene varios tipos de peces entre ellos; lovinas, mojarras, charales y carpa grande.
Gracias a que se cuenta con una presa de riego que resulta sumamente útil en los meses cuando no llueve, en La Presa hay dos huertas de guayabas y una pequeña huerta de mandarinas. 
Los niños de La Presa, Zacatecas van a la escuela primaria rural Gral.  Francisco Villa.